# Mary Ann Mobley
Mary Ann Mobley (17 de fevereiro de 1937, Biloxi, Mississippi – 09 de dezembro de 2014) foi uma ex-Miss America, atriz e personalidade televisiva.
Ela casou com o ator Gary Collins, em 1967. Sua filha, Mary Clancy Collins, é vice-presidente senior da MGM Television.

## Carreira
Depois de servir o seu reinado como Miss America 1959, ela embarcou em uma carreira no cinema e na televisão.
Ela atuou em filmes, inclusive dois com Elvis Presley em 1965, Girl Happy e Harum Scarum e em programas de televisão como a Ilha da Fantasia, Custer, Missão: Impossível e The Love Boat. Ela também teve um papel recorrente na série Falcon Crest. Ela também interpretou Maggie McKinney / Drummond em Diff'rent Strokes durante a última temporada da série. Mobley foi um palestrante ocasional em Match Game na década de 1970 e apareceu em Super Senha com Collins na década de 1980. 
Coincidentemente, Mobley e Dixie Carter, que originou o papel de Maggie sobre Diff'rent Strokes, trabalharam juntos em um episódio da série Designing Women, na qual Mobley fez o papel de Karen, uma representante da sociedade histórica local.
Em uma entrevista a uma revista de mergulho, ela se descrevia como uma mergulhadora "ávida".
Doença e Morte
Mary Mobley tinha a doença de Crohn e tinha sido, por muitas vezes, uma ativista na melhoria do tratamento.
Em 2009, ela foi tratada de um câncer de mama no estágio 3. Contudo, Mobley faleceu em sua casa em Beverly Hills, Califórnia, em 09 de dezembro de 2014, aos 77 anos, de câncer de mama.